# Test Pirqueta
Test Pirqueta – jedna z prób tuberkulinowych, polegająca na naniesieniu na powierzchnię skóry kropli tuberkuliny, a następnie, przy użyciu skaryfikatora, zadrapaniu, co powoduje wnikanie tuberkuliny do skóry właściwej.
U osób, które miały kontakt z prątkami gruźlicy po 24-48 godzinach pojawia się zaczerwienienie skory i grudka naciekowa (reakcja alergiczna, wynik dodatni). Ten rodzaj próby nie należy do czułych, więc aby potwierdzić wynik ujemny (brak odporności), należy wykonać test Mantoux.

Przeczytaj ostrzeżenie dotyczące informacji medycznych i pokrewnych zamieszczonych w Wikipedii.